# Clubiona proszynskii
Clubiona proszynskii là một loài nhện trong họ Clubionidae.
Loài này thuộc chi Clubiona. Clubiona proszynskii được miêu tả năm 1995 bởi Mikhailov.